# Ла-Гуардія (Толедо)
Ла-Гуардія (ісп. La Guardia) — муніципалітет в Іспанії, у складі автономної спільноти Кастилія-Ла-Манча, у провінції Толедо. Населення — 2472 особи (2010).
Муніципалітет розташований на відстані близько 75 км на південь від Мадрида, 47 км на схід від Толедо.

## Демографія
Динаміка населення (INE ):

## Галерея зображень

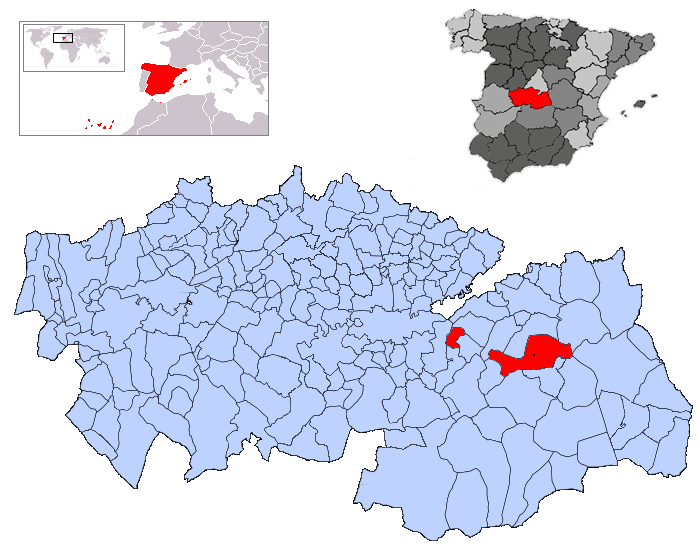
Розташування муніципалітету у провінції Толедо